# Röda armé-fraktionen
Röda armé-fraktionen (tyska: Rote Armee Fraktion), förkortat RAF och på ett tidigt stadium känt som Baader-Meinhof-ligan, var den mest aktiva av 1970-talets vänsterextrema terroristorganisationer vilken även stöttades av Östtysklands säkerhetstjänst Stasi.
Röda armé-fraktionen var verksam mellan 1970 och 1998 varunder man mördade 34 personer, varav två i Sverige, samt skadade därutöver minst 230 individer, varav många svårt.   Under hösten 1977, vilken kom att kallas tyska hösten, genomförde RAF ett stort antal aktioner, vilket ledde till en regeringskris. Många av dess medlemmar satt fängslade under 1970-talet och flera av dem dog i fängelse under omständigheter som förorsakat olika mer eller mindre trovärdiga konspirationsteorier, se Dödsnatten. 
Man brukar dela in RAF:s aktivitet och medlemmar i tre generationer. Det kanske viktigaste inslaget i den första generationens motivstruktur var att många framstående före detta nazister i deras föräldrageneration tillhörde den samhälleliga eliten i 1960- och 1970-talets Västtyskland och innehade ett stort antal viktiga poster inom stats- och lokalförvaltningen samt i näringslivet. 
RAF kallade sig själva för en stadsgerilla, ett begrepp som myntades och utvecklades av den brasilianske revolutionären och marxistiske teoretikern Carlos Marighella. Den stadsgerilla som närmast inspirerade RAF var latinamerikanska Tupamaros och den första väpnade gruppen i Tyskland kallade sig därför Tupamaros West-Berlin.

## Historik

### Första generationen

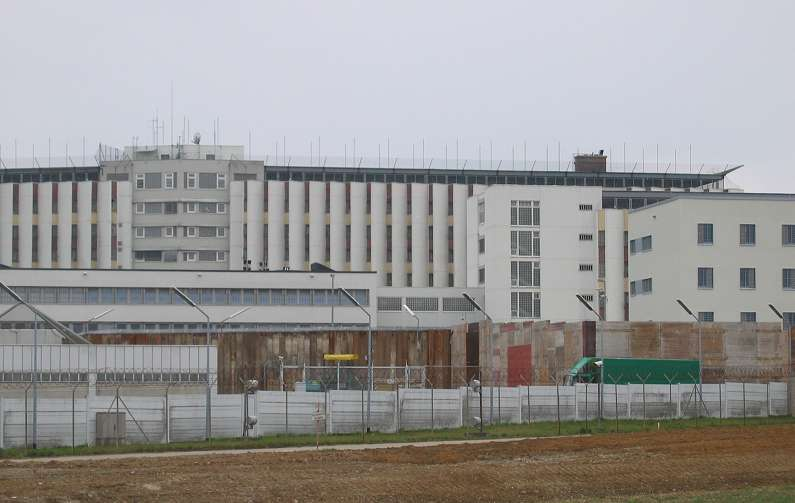
Stammheimfängelset i Stuttgart.

Röda armé-fraktionen hade sin bakgrund i den vänsterradikala studentrörelsen som fanns i Västtyskland och Västberlin i slutet av 1960-talet. Den radikala vänsterrörelsen hade Freie Universität som ett av sina centra. Efter dödsskjutningen av Benno Ohnesorg i samband med en demonstration i Västberlin den 2 juni 1967 kom Gudrun Ensslin och Andreas Baader att ingå i den grupp av vänsterextremister som ville gå ett steg längre än att demonstrera. År 1968 genomförde de brandattentat mot varuhus i Frankfurt am Main och flydde därpå till Frankrike. När de återvände till Västtyskland greps de och dömdes för attentaten. Gudrun Ensslin kom att få kontakt med journalisten Ulrike Meinhof som hon lyckades engagera. Meinhof hade länge varit en kritisk journalist vid vänstertidningen Konkret.
Horst Mahler var 1967–1970 "informell informatör" åt Östtyska Stasi.
Startskottet för Röda armé-fraktionens verksamhet var 14 maj 1970 då Andreas Baader fritogs av Gudrun Ensslin och Ulrike Meinhof i Västberlin. Baader satt då i fängelse men under förespeglingen av ett projekt ordnades ett möte vid en institution i Dahlem. I samband med fritagningen skottskadades en av vakterna svårt. Ett träningsläger i PFLP:s i Mellanöstern följde där gruppen bland annat lärde sig handskas med vapen. Återkomsten till Västtyskland åtföljdes av bankrån för att finansiera gruppens attentat. Man verkade till en början i Västberlin, men kom senare att utföra bankrån och attentat i Västtyskland. Bland medlemmarna i organisationens första generation fanns Thorwald Proll, Horst Söhnlein, Gudrun Ensslin, Andreas Baader, Ulrike Meinhof och Horst Mahler. Senare kom Holger Meins och Jan-Carl Raspe att ansluta sig till RAF:s inre kärna.
Benämningen Röda armé-fraktionen användes för första gången 1971. Ordet "fraktion" åsyftar organisationens anspråk på att utgöra en del av en större, internationell, marxistisk kamporganisation – ”Kastar man en sten, så är det en straffbar handling. Om tusen stenar kastas, då är det en politisk aktion. Sätter man eld på en bil, är det en straffbar handling. Om hundra bilar brinner, då är det en politisk aktion”, som Ulrike Meinhof uttryckte det dagen efter mordförsöket på den radikale studentledaren Rudi Dutschke. Medan befrielserörelserna i Tredje världen bekämpade imperialismen utifrån och på landsbygden, skulle stadsgerillan bekämpa den inifrån, i dess metropoler.
I maj 1972 genomförde RAF ett antal bombattentat och mordbränder mot framför allt amerikanska militära mål i Tyskland, tyska polisstationer och byggnader som tillhörde Axel Springers medieföretag Springer-Verlag. Den västtyska polisen under ledning av Bundeskriminalamt och dess chef Horst Herold intensifierade samtidigt kampen mot RAF och kunde samordna de tidigare splittrade polisiära insatserna. I juni 1972 greps sedan en rad av gruppens ledande medlemmar (Meinhof, Baader, Ensslin, Holger Meins, Jan-Carl Raspe, Irmgard Möller), och därmed ansågs gruppens första fas vara slut. Efterhand sammanfördes de gripna RAF-medlemmarna från olika fängelserna till Stammheimfängelset i Stuttgart där också rättegången, Stammheimprocessen, kom att hållas i högsäkerhetsfängelset. 
Inga fler aktioner genomfördes förrän 1975 då delar av 2 juni-rörelsen ockuperade den västtyska ambassaden i Stockholm, mördade två ambassadtjänstemän samt sprängde ambassaden, se Ambassadockupationen i Stockholm 1975. De fängslade medlemmarna förde en intensiv kamp inifrån fängelserna och i domstolarna, bland annat genom hungerstrejker. Holger Meins svältdöd i fängelset 1974 orsakade stora protester och demonstrationer av den västtyska vänsterrörelsen.

### Andra generationen
Röda armé-fraktionen upplöstes i princip 1972, då dess ledare fängslades, men Röda armé-fraktionen återupplivades genom bland andra Dr Wolfgang Huber. Huber låg bakom SPK (Sozialistisches Patienten-Kollektiv, "Socialistiska Patientkollektivet") i Heidelberg varifrån flera medlemmar skulle komma att återskapa RAF och bilda den så kallade andra generationen. En annan grupp var den anarko-situationistiska 2 juni-rörelsen (Bewegung 2. Juni) i Västberlin.
Kring 1977 hade RAF:s andra generation inlett sin verksamhet, som bland annat innebar 2 juni-rörelsens kidnappning av Peter Lorenz – en kristdemokratisk borgmästarkandidat i Berlin. Jürgen Ponto, som var chef för storbanken Dresdner Bank, mördades 1977 av medlemmar ur Röda armé-fraktionen, som kallade sig Aktion Roter Morgen, däribland Susanne Albrecht och Brigitte Mohnhaupt. RAF såg riksåklagaren Siegfried Buback som ett "hot" mot sin urbana gerillaföring, och på morgonen den 7 april 1977 förövade man ett attentat mot Buback när denne färdades till sitt arbete; man sköt ihjäl Buback, hans medarbetare Georg Wurster och hans chaufför Wolfgang Göbel.

#### Deutscher Herbst
Under hösten 1977 följde kidnappningen av Hanns Martin Schleyer, en före detta nazist och mäktig industrimagnat samt den dramatiska kapningen av Lufthansa-planet Landshut. Händelserna hösten 1977 brukar kallas Deutscher Herbst (tysk höst). De tongivande personerna i den andra generationen var Christian Klar och Brigitte Mohnhaupt. Kidnappningen drog ut på tiden; vad som skulle ha varat några dagar blev över en månads väntan på ett slut. När utvecklingen inte gick RAF:s väg valde man att mörda Schleyer, och hans lik hittades senare i bagageutrymmet på en bil i franska Mulhouse. 
Ulrike Meinhof påträffades död i sin cell den 9 maj 1976, medan Baader, Ensslin och Raspe dog i sina celler den 18 oktober 1977; enligt officiella rapporter hängde Meinhof sig själv och även de andra uppgavs ha begått självmord. Timmarna innan självmorden befriades gisslan i det kapade Lufthansaplanet Landshut av tyska specialstyrkor GSG 9 i Mogadishu. Tre av de fyra kaparna dödades men ingen av passagerarna omkom. Piloten Jürgen Schumann avrättades i mittengången av en kapare efter att planet nödlandat i Aden i Sydjemen. Kaparnas uppdrag att få Baader, Ensslin och Raspe frigivna hade misslyckats. Vissa misstänker att de kan ha blivit mördade. Inte minst inom RAF-kretsar ledde händelsen till splittringar mellan dem som ansåg att de mördades, och de medlemmar som menar att de begick självmord. En grupp brittiska läkare ombads studera Meinhofs obduktionsprotokoll och konstaterade att hennes kropp inte uppvisade de sedvanliga tecknen på självmord genom hängning. Läkarna drog även slutsatsen att Meinhof kan ha blivit utsatt för våldtäkt innan hon dog, då de yttre genitalierna, enligt obduktionsprotokollet, uppvisade kraftiga svullnader. Vid obduktionen hade man inte gjort något så kallat histaminprov; detta hade kunnat visa om Meinhofs död var självmord eller inte.

### Tredje generationen
Christian Klar greps av västtysk polis utanför Hamburg i november 1982 och dömdes till fängelse för bland annat mord 1985. 1982 greps även Brigitte Mohnhaupt.
Under 1980- och 1990-talen genomförde en tredje generation flera attentat i samma stil i Tyskland. Under 1980-talet kom man att rikta sina attentat mot rustningsindustrin och mot finansvärlden, bland annat genom morden på Ernst Zimmermann 1985 och Alfred Herrhausen 1989. Samtidigt fortsatte man att genomföra attentat mot amerikanska intressen. 
I samband med Tysklands återförening 1990 framkom det att den östtyska säkerhetspolisen Stasi aktivt stött RAF ekonomiskt och logistiskt. Flera RAF-medlemmar hade även fått ny identitet och därigenom ett nytt liv genom att få gömma sig i DDR. RAF mördade Detlev Karsten Rohwedder som ledde Treuhandanstalt 1991. Omkring 1990 koncentrerade sig gruppen kring den dåvarande huvudstaden Bonn och utförde bland annat ett attentat mot den amerikanska ambassaden 1991. 1993 utförde man det sista större attentatet, den här gången mot Weiterstadtfängelset i Darmstadt innan RAF slutligen och officiellt upplöstes 1998. Den 27 juni 1993 sköts RAF-medlemmen Wolfgang Grams och GSG 9-mannen Michael Newrzella till döds i Bad Kleinen i samband med en konfrontation mellan Grams, Birgit Hogefeld och polisen.

### Slutet
Ett mystiskt, åttasidigt brev med RAF:s logotyp den 20 april 1998 utgör organisationens slutgiltiga farväl: 
För nästan 28 år sedan, 14 maj 1970, uppstod RAF ur en frihetskamp. Idag avslutar vi detta projekt. Stadsgerillan i form av RAF är nu historia.
Förklaringen avslutas med en påminnelse av 26 döda medlemmar ur 2 juni-rörelsen, die Revolutionäre Zellen och RAF. Slutpunkten i brevet utgörs av ett citat av Rosa Luxemburg: 
Die Revolution sagt: 
ich war 
ich bin 
ich werde sein
Svensk översättning:
Revolutionen säger: 
jag var 
jag är 
jag kommer att vara
De tidigare medlemmarna av tredje generationen Ernst-Volker Staub, Daniela Klette och Burkhard Garweg har gått under jorden och är efterlysta. De utförde sedan 1990 flera överfall på affärer och pengatransporter. Polisen i förbundslandet Niedersachsen ansökte i april 2020 om att trion ska sättas upp på listan för Europas mest eftersökta förbrytare.
Daniela Klette greps den 26 februari 2024 i Berlin.

## Frigivning av RAF-medlemmar
Från 1990-talet har RAF-medlemmar frigivits ur tyska fängelser. De flesta lever idag ett anonymt liv där till exempel Susanne Albrecht antagit en ny identitet. Andra exempel på vad RAF-medlemmar gör idag är Silke Maier-Witt som är fredsaktivist. En liten del har vanliga arbeten, till exempel lagerarbetare och lärare. Horst Mahler sitter i fängelse, dömd för hets mot folkgrupp.
Den 12 februari 2007 meddelade en domstol i Stuttgart att Brigitte Mohnhaupt skulle beviljas villkorlig frigivning då domstolen ansåg att hon inte längre utgjorde en säkerhetsrisk. Frisläppandet skulle enligt planerna ske en månad efter beslutet. Brigitte Mohnhaupt frigavs den 25 mars 2007, i enlighet med tysk rättspraxis. 70 % av tyskarna var enligt en opinionsundersökning motståndare till att någon av dessa personer skulle friges.[källa behövs]

## Terroristattentat
| Datum             | Plats                    | Offer | Händelse                                                                          |
| ----------------- | ------------------------ | --- | --------------------------------------------------------------------------------- |
| 22 oktober 1971   | Hamburg                  | Norbert Schmid (32), polisman                                                                                         | Skjuten vid ett gripande                                                          |
| 22 december 1971  | Kaiserslautern           | Herbert Schoner (32), polisman                                                                                        | Skjuten, under ett bankrån                                                        |
| 3 mars 1972       | Hamburg                  | Hans Eckhardt (50), polisman                                                                                          | Dödligt sårad när Manfred Grashof och Wolfgang Grundmann skulle gripas            |
| 11 maj 1972       | Frankfurt am Main        | Paul A. Bloomquist (39), amerikansk officer                                                                           | Bombattentat mot V. US-Corps högkvarter                                           |
| 24 maj 1972       | Heidelberg               | Clyde R. Bonner (29) Ronald A. Woodward (26) Charles L. Peck (23), amerikanska soldater                               |                                                                                   |
| 24 april 1975     | Stockholm                | Andreas von Mirbach (44), militärattaché Heinz Hillegaart (64), attaché                                               | Ambassadockupationen i Stockholm 1975                                             |
| 7 maj 1976        | Sprendlingen (Hessen)    | Fritz Sippel (22), polisman                                                                                           |                                                                                   |
| 7 april 1977      | Karlsruhe                | Siegfried Buback (57), riksåklagare vid Bundesgerichtshof Wolfgang Göbel (30), chaufför Georg Wurster (33)            | Ihjälskjutna av Kommando Ulrike Meinhof                                           |
| 30 juli 1977      | Oberursel                | Jürgen Ponto (53), Dresdner Bank AG                                                                                   | Ihjälskjuten av Christian Klar och Brigitte Mohnhaupt                             |
| 5 september 1977  | Köln                     | Heinz Marcisz (41), chaufför Reinhold Brändle (41), polisman Helmut Ulmer (24), polisman Roland Pieler (20), polisman | Ihjälskjutna i samband med Schleyer-kidnappningen                                 |
| 22 september 1977 | Utrecht                  | Arie Kranenburg (46), nederländsk polisman                                                                            | Ihjälskjuten vid gripandet av Knut Folkerts                                       |
| 18 oktober 1977   | Elsass                   | Hanns Martin Schleyer (62), tyska arbetsgivarorganisationens ordförande                                               |                                                                                   |
| 24 september 1978 | Dortmund                 | Hans-Wilhelm Hansen (26), polisman                                                                                    |                                                                                   |
| 1 november 1978   | i närheten av Kerkrade   | Dionysius de Jong (19) Johannes Petrus Goemans (24), nederländska tulltjänstemän                                      | Skjutna av Rolf Heißler och Adelheid Schulz                                       |
| 19 november 1979  | Zürich                   | Edith Kletzhändler (56)                                                                                               | Förbipasserande dödad av en rikoschett vid en skottväxling mellan RAF och polisen |
| 1 februari 1985   | Gauting                  | Ernst Zimmermann (55), industriman                                                                                    |                                                                                   |
| 8 augusti 1985    | Wiesbaden                | Edward Pimental (20), amerikansk soldat                                                                               | Dödad vid bombattentat                                                            |
| 8 august 1985     | Frankfurt am Main        | Frank Scarton (20), amerikansk soldat Becky Jo Bristol (25), civilanställd                                            | Bombattentat mot Rhein-Main Air Base                                              |
| 9 juli 1986       | Straßlach                | Karl Heinz Beckurts (56), fysiker Eckhard Groppler (42), chaufför                                                     | Bombattentat                                                                      |
| 10 oktober 1986   | Bonn                     | Gerold von Braunmühl (51), Ministerialdirektör                                                                        | Ihjälskjuten av Kommando Ingrid Schubert                                          |
| 30 november 1989  | Bad Homburg vor der Höhe | Alfred Herrhausen (59), Deutschen Bank                                                                                | Bombattentat                                                                      |
| 1 april 1991      | Düsseldorf               | Detlev Rohwedder (58), politiker                                                                                      | Ihjälskjuten                                                                      |
| 27 juni 1993      | Bad Kleinen              | Michael Newrzella (25), Grenzschutzgruppe 9                                                                           | Ihjälskjuten                                                                      |

## Filmer
Flera filmer har gjorts kring RAF eller om tysk terrorism med RAF som bakgrund.
- 2011 – Motståndets tid
- 2008 – Der Baader Meinhof Komplex
- 2003 – Stockholm 1975
- 2002 – Starbuck Holger Meins
- 2002 – Baader
- 2001 – Black Box BRD
- 2000 – Tystnaden efteråt (tyska Die Stille nach dem Schuss)
- 1997 – Dödsspelet (tyska Das Todesspiel)
- 1992 – Den demokratiske terroristen (film)
- 1986 – Stammheim
- 1981 – Operation Leo
- 1979 – Den tredje generationen
- 1978 – Deutschland im Herbst